# Minhaf
Minhaf (mnw-ḫˁỉ.f, „Min [isten] megjelenik”) ókori egyiptomi herceg a IV. dinasztia idején; Hufu fáraó fia, Dzsedefré és Hafré fáraók testvére. Anyja talán Henutszen királyné. Volt felesége és legalább egy fia is, de az ő nevük nem ismert.
Apja uralkodása alatt vezírként szolgált. Valószínűleg Dzsedefré uralkodása alatt vagy Hafré uralma elején halt meg. Címei: „A király legidősebb fia”, „Főbíró”, „Vezír.”

## Sírja
Minhaf sírja a gízai G 7430-7440 kettős masztabasír, a gízai nekropolisz keleti részén. A sír építkezése még Minhaf apja, Hufu uralkodása alatt kezdődött. A masztaba egy belső és külső kápolnából állt, utóbbinak négy helyisége volt. Az egyik helyiségben négy szobor számára alakítottak ki Minhaf nevével és címeivel feliratozott falfülkét.
Két temetkezési aknát találtak a sírban (G 7430 A és G 7430 B). Az előbbinek nyugati oldalán került elő Minhaf szarkofágja, délkeleti részén mélyedést alakítottak ki a kanópuszedényeknek. A G 7430 B akna Minhaf felesége számára készült, de befejezetlen maradt és úgy tűnik, nem használták. Minhaf szarkofágja ma a kairói Egyiptomi Múzeumban található.

## Fordítás
- Ez a szócikk részben vagy egészben  a   Minkhaf I című angol Wikipédia-szócikk ezen változatának fordításán alapul.  Az eredeti cikk szerkesztőit annak laptörténete sorolja fel. Ez a jelzés csupán a megfogalmazás eredetét és a szerzői jogokat jelzi, nem szolgál a cikkben szereplő információk forrásmegjelöléseként.